# Pedro Iso
Pedro Joaquín Iso (14 de febrero de 1923, Bahía Blanca, Buenos Aires - 2 de junio de 2011, Sarandí, Buenos Aires) fue un dirigente de fútbol argentino, siendo tres veces presidente del Club Atlético Independiente en distintos períodos comprendidos entre 1979 y 2001.

## Primeros años
Comenzó su carrera de dirigente en el Club Mitre de Avellaneda. Tiempo después formó parte de Arsenal de Sarandí, donde conocería a Julio Humberto Grondona, que según Iso marcó su trayectoria.  
Para el año 1965 y siempre de la mano de Grondona, Don Pedro ya era secretario de la Comisión de Obras del Club Atlético Independiente donde más adelante ocuparía el cargo de presidente del departamento de fútbol.

## Primera Presidencia
En 1979, tras la partida de Julio Grondona (de quién era vicepresidente) hacia la AFA, Don Pedro queda al mando de la institución y para 1982 ganaba las elecciones continuando en el cargo hasta 1984. Éste fue un gran momento futbolístico del club, en 1983 Independiente vence a Racing Club, su clásico rival, y se consagra campeón del torneo Metropolitano 1983. Al año siguiente El Rojo obtendría su séptima copa Libertadores frente a Grêmio y también la copa Intercontinental ante Liverpool de Inglaterra.

## Segunda Presidencia
En 1988 Don Pedro vuelve a ganar las elecciones, para ese entonces Independiente pasaba por un buen momento institucional contando con casi 100.000 socios, durante esta etapa se inaugura la escuela y el jardín de infantes. El Rojo resultaría ganador del Campeonato de Primera División 1988/89.

## Tercera Presidencia, conflicto y renuncia
En 1999, Iso encabezaba una alianza política junto a Roberto Galano, Osvaldo Tortonese, Andrés Ducatenzeiler y el apoyo del empresario de medios Daniel Grinbank. En diciembre de ese mismo año ganarían las elecciones del club luego de derrotar en el sufragio al candidato oficialista Héctor Grondona. Así, Pedro Iso se convertía nuevamente en Presidente de la institución. Éste sería su último mandato.
Más adelante, la relación entre Iso y el empresario de medios comenzó a fracturarse y no tardaron en surgir acusaciones cruzadas de ambos lados. Por su parte, Don Pedro sospechaba del empresario, temía que el club terminara privatizado y convertido en una S.A, algo que él nunca permitiría. Del otro lado, culpaban a la mano derecha de Iso, Alberto Fernández Arsuaga, de comprar jugadores a espaldas de la comisión directiva y de manejos poco claros.
Enterados de esto, algunos socios se acercaron a la sede del club para pedir la renuncia de Fernández Arsuaga y terminarían insultando a Iso. Esta situación ocasionaría el alejamiento momentáneo del empresario Daniel Grinbank y le generaría aún más presión a la gestión de Don Pedro. Mientras tanto los resultados futbolísticos no aparecían y los números en rojo arrojaban un pasivo de 26 millones de pesos.
A mediados de 2001 cansado de las reiteradas disputas internas, Pedro Iso presenta su renuncia indeclinable. En su lugar, asumiría el vicepresidente, Roberto Galano.